# 施特兰德
施特兰德是德国石勒苏益格－荷尔斯泰因州的一个市镇。总面积13.73平方公里，总人口1494人，其中男性707人，女性787人（2011年12月31日），人口密度109人/平方公里。